# Andy Timmons
Andy Timmons (Evansville, 26 luglio 1963) è un chitarrista statunitense.

## Biografia
Timmons cominciò a suonare la chitarra all'età di 13 anni.
Militò nei Danger Danger tra la fine degli anni ottanta e l'inizio degli anni novanta.
Autore di varie jam session con vari artisti, ha suonato anche con alcuni dei suoi "eroi" della sei corde, quali: Joe Satriani, Steve Vai, Eric Johnson, Steve Morse, Ted Nugent e Ace Frehley.
Il 24 ottobre 2011 ha registrato Andy Timmons Band plays Sgt. Pepper, un album nel quale Timmons ha rivisitato alcune delle canzoni del famoso album dei The Beatles col solo ausilio di chitarra, basso e batteria.
Nel 2013 entrò a far parte assieme al tastierista Steve Weingart ed al bassista Ernest Tibbs della band di Simon Phillips "Protocol", con cui ha pubblicato due album di genere progressive rock e fusion.

## Strumentazione
Nel 2004 Ibanez realizza due modelli signature, la AT300 Andy Timmons model e la AT200 (versione economica dell'AT300). Prima di allora esisteva solo un modello a edizione limitata, la AT100, realizzata dal Custom Shop Ibanez. Le sue chitarre montano pickups DiMarzio: Cruiser al manico e al centro, DiMarzio AT1 Custom al ponte. La produzione della AT300 e della AT200 termina nel 2008, ma nel 2009 Ibanez realizza il nuovo modello signature, la AT100CL-SB, riedizione identica della vecchia AT100.

## Discografia
Da solista
- 1994 - Ear X-Tacy
- 1995 - I Still Have the Best Name Ever
- 1997 - Ear X-Tacy 2
- 1998 - Orange Swirl
- 1999 - The Spoken and the Unspoken
- 2001 - And-Thology 1 & 2
- 2002 - That Was Then, This Is Now
- 2006 - Resolution
- 2006 - Here Comes the Son - An Acoustic Christmas
- 2011 - Andy Timmons Band Plays Sgt. Pepper
- 2016 - Theme from a Perfect World
- 2022 - Electric Truth
- 2025 - Recovery

Con i Danger Danger
- 1989 - Danger Danger
- 1990 - Down and Dirty Live
- 1991 - Screw It!
- 1998 - Four the Hard Way
- 2000 - The Return of the Great Gildersleeves
- 2001 - Cockroach
- 2003 - Rare Cuts

Con Kip Winger
- 1997 - This Conversation Seems Like a Dream
- 1998 - Down Incognito
- 2000 - Songs from the Ocean Floor

Altri album
- 1998 - Garbo Talks - Garbo Talks
- 2000 - Joe Lynn Turner - Holy Man
- 2004 - Matt Cafissi - Heat of Emotion
- 2006 - Ted Poley - Collateral Damage
- 2000 - Tony Hernando - High
- 2013 - Protocol - Protocol II
- 2015 - Protocol - Protocol III